# Естгаммар (комуна)
Комуна Естгаммар (швед. Östhammars kommun) — адміністративно-територіальна одиниця місцевого самоврядування, що розташована в лені Уппсала у центральній Швеції на узбережжі Ботнічної затоки.
Естгаммар 72-а за величиною території комуна Швеції. Адміністративний центр комуни — місто Естгаммар.

## Населення
Населення становить 21 309 чоловік (станом на вересень 2012 року). 
| Кількість населення комуни Естгаммар за 1970-2010 роки | Кількість населення комуни Естгаммар за 1970-2010 роки | Кількість населення комуни Естгаммар за 1970-2010 роки | Кількість населення комуни Естгаммар за 1970-2010 роки | Кількість населення комуни Естгаммар за 1970-2010 роки |
| ------------------------------------------------------ | ------------------------------------------------------ | ------------------------------------------------------ | ------------------------------------------------------ | ------------------------------------------------------ |
| Рік                                                    |                                                        |                                                        | Населення                                              |                                                        |
| 1970                                                   | 1970                                                   |                                                        | 18 567                                                 | 18 567                                                 |
| 1975                                                   | 1975                                                   |                                                        | 19 234                                                 | 19 234                                                 |
| 1980                                                   | 1980                                                   |                                                        | 21 028                                                 | 21 028                                                 |
| 1985                                                   | 1985                                                   |                                                        | 21 148                                                 | 21 148                                                 |
| 1990                                                   | 1990                                                   |                                                        | 21 941                                                 | 21 941                                                 |
| 1995                                                   | 1995                                                   |                                                        | 22 366                                                 | 22 366                                                 |
| 2000                                                   | 2000                                                   |                                                        | 21 733                                                 | 21 733                                                 |
| 2005                                                   | 2005                                                   |                                                        | 21 608                                                 | 21 608                                                 |
| 2010                                                   | 2010                                                   |                                                        | 21 373                                                 | 21 373                                                 |
| Джерело: SCB                                           |                                                        |                                                        |                                                        |                                                        |

## Населені пункти
Комуні підпорядковано 9 міських поселень (tätort) та низка сільських, більші з яких:
- Естгаммар (Östhammar)
- Гіму (Gimo)
- Естербібрук (Österbybruk)
- Гаргсгамн (Hargshamn)
- Даннемура (Dannemora)
- Ерегрунд (Öregrund)
- Алюнда (Alunda)
- Скубю (Skoby)

## Галерея

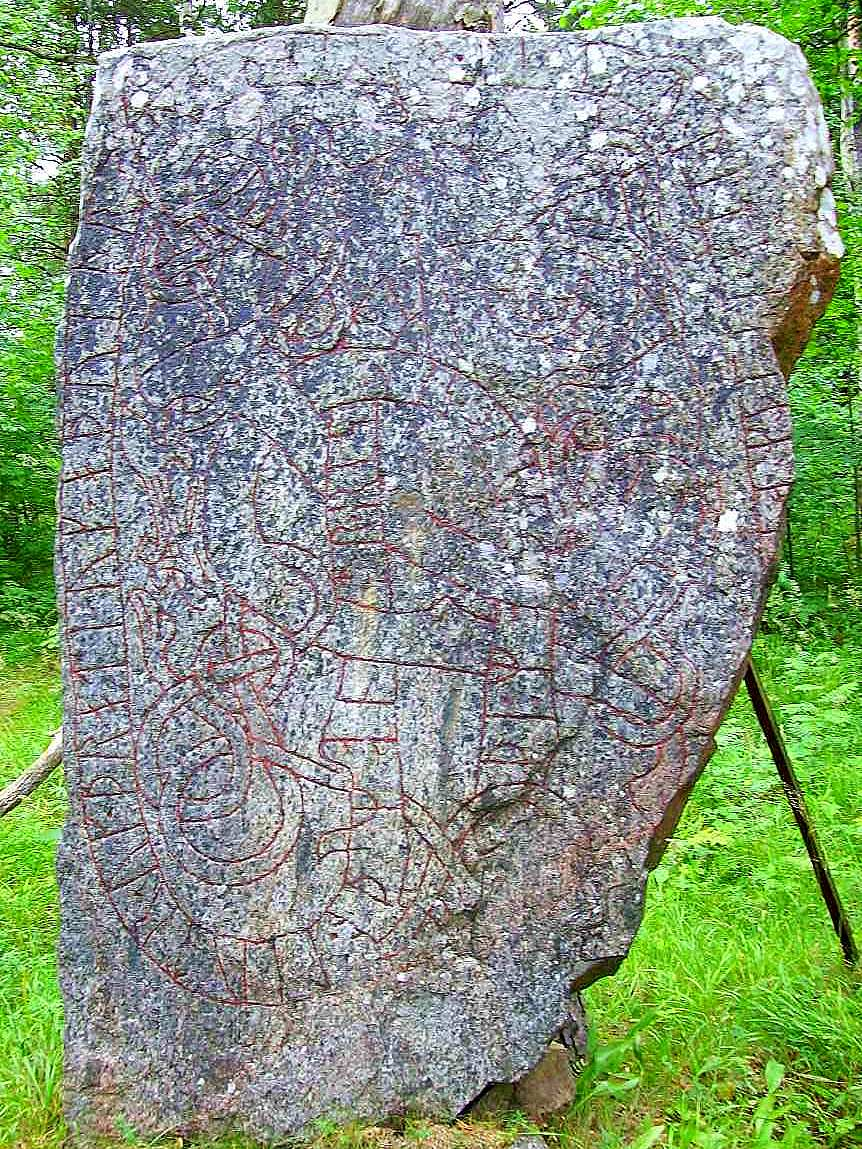
Рунічний камінь (Гіму)
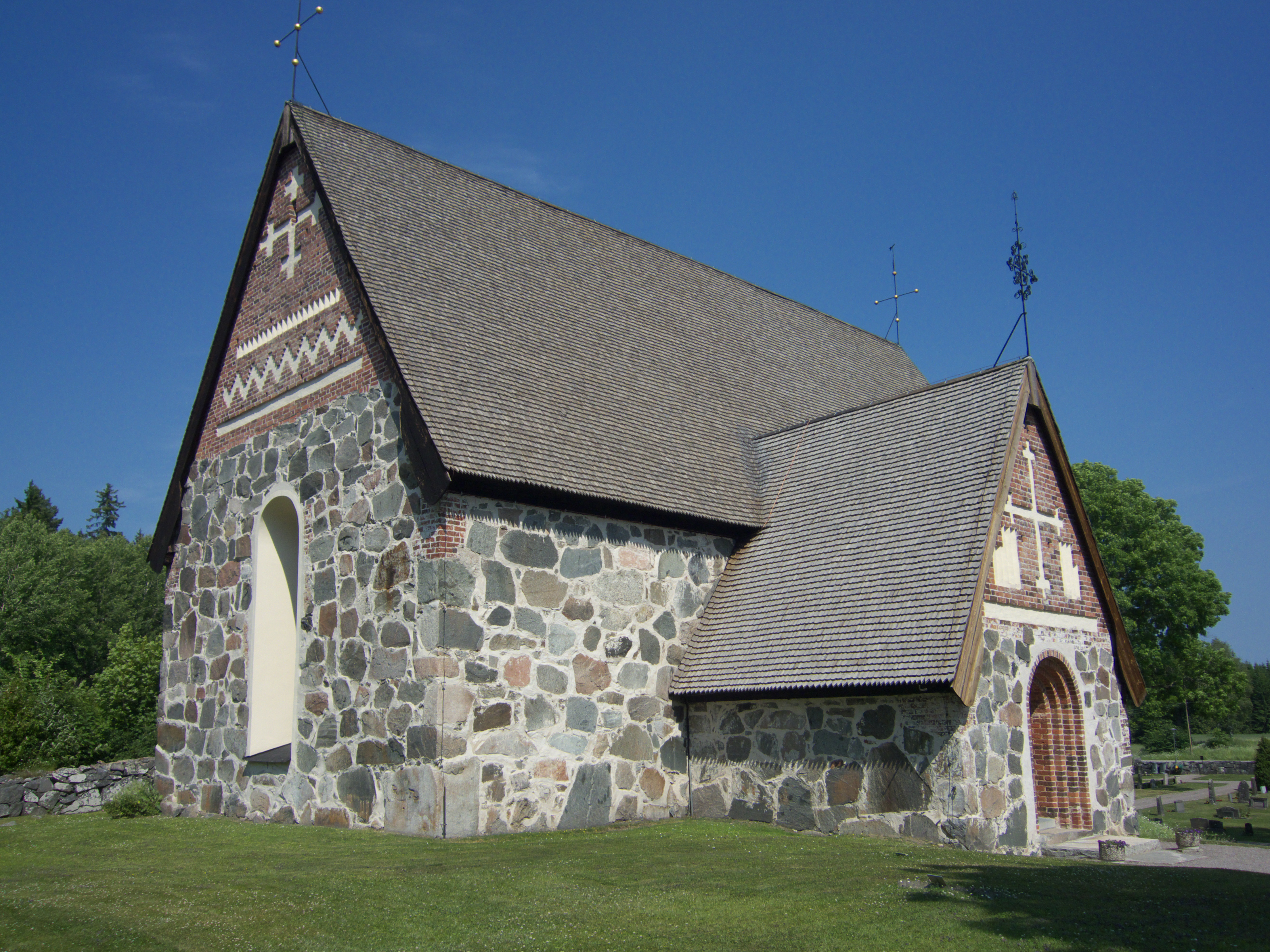
Церква (Даннемура)
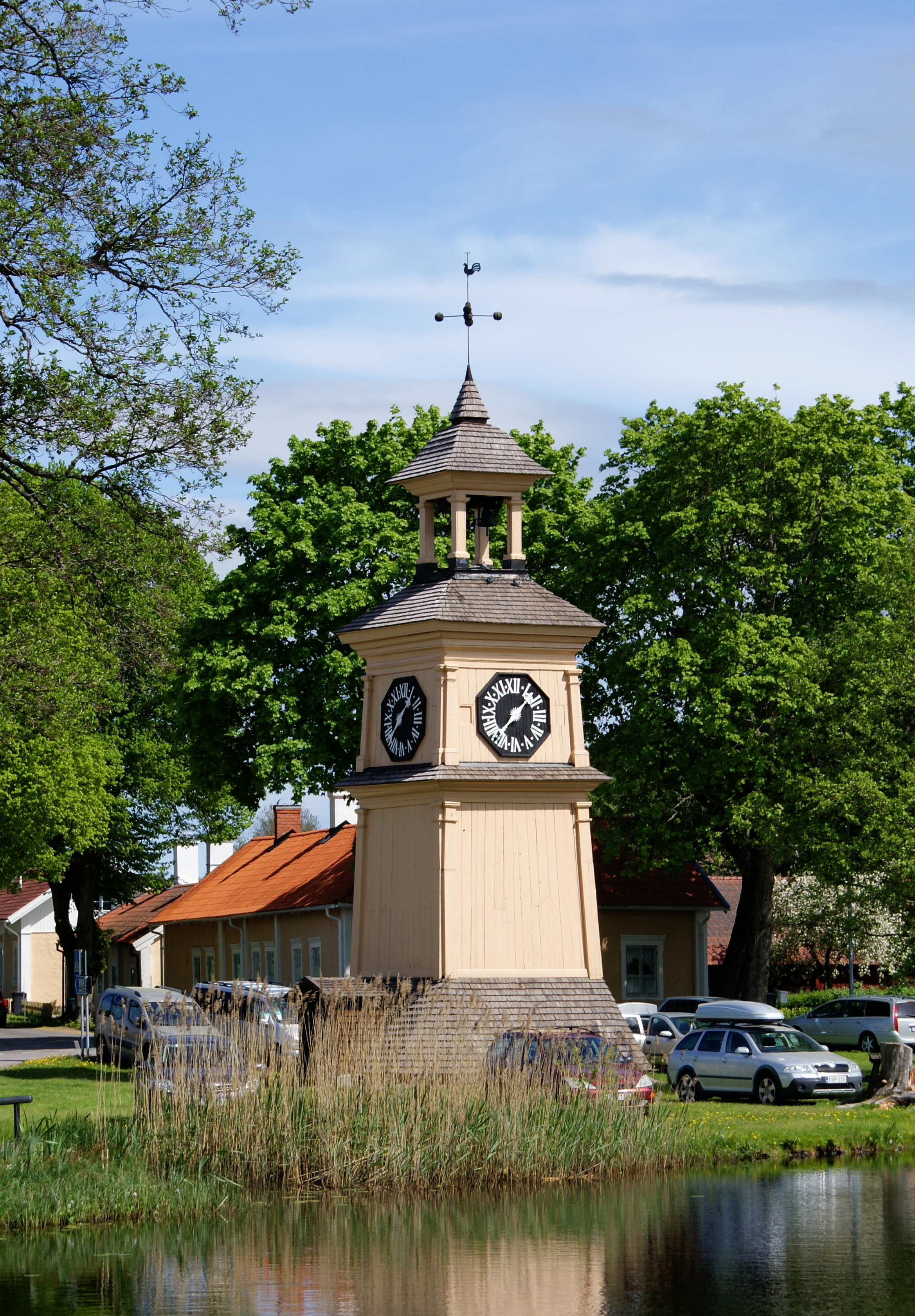
Містечко Естербібрук

## Виноски
1. ↑  Andersson P. Sveriges kommunindelning 1863-1993 — Mjölby: Draking, 1993. — 132 с. — ISBN 978-91-87784-05-7
2. ↑  Folkmangd i riket, lan och kommuner (шв.) . Центральне бюро статистики Швеції. Архів оригіналу за 20 серпня 2013. Процитовано 3 лютого 2013.